# Liste der Bürgermeister von Freistadt
Liste der Freistädter Bürgermeister seit 1388.

## Bürgermeister im ausgehenden Mittelalter
Freistadt hatte als einzige der sieben landesfürstlichen Städte des „Landes ob der Enns“ bereits im 14. Jahrhundert das Recht, aus den Reihen der Stadtbürger einen Bürgermeister zu bestimmen. Vom Jahr 1388 an sind in fast geschlossener Reihenfolge die Namen der Freistädter Bürgermeister bekannt. Zu Anfang scheinen häufig mehrere Bürgermeister nebeneinander auf. Erst in der Stadtordnung vom 14. Mai 1447 sind das Amt und die Aufgaben des Bürgermeisters (dem Stadtrichter übergeordnet) genau festgelegt. In den Ämtern von Bürgermeister und Stadtrichter wechselten häufig dieselben Ratsbürger ab, sodass manche von ihnen mehrmals Bürgermeister (und mehrmals Stadtrichter) waren. Im Mittelalter gehörten diese Personen dem Stadtadel an, im 16. und 17. Jahrhundert kamen sie dann überwiegend aus dem Stande der Handelsherren.
- 1388–1391: Jakob Megerlein (Mägerl)
- 1391: Mert Püller
- 1391: Wolf Lemperzagel
- 1392: Hanns der Spizzer
- 1392–1394: Chunrad Pestel (Pästlein)
- 1394: Wolfgang Lemperzagel
- 1397: Ulrich der Amstetter
- vor 1408: Hanns der Lemperzagl
- 1408: Chunrad der Pästlein (Pestel)
- 1408: Friedreich der Mühlwanger
- 1408–1409: Petrein der Chürsner
- 1409: Peter der Fleischmann
- 1409–1413: Paul von Weissenbach (Pawlein)
- 1411: Friedrich der Peck
- 1413: Friedrich der Schiml
- 1413–1415: Hanns Wurnn
- 1413: Habringer
- 1413–1415: Friedrich der Trafeyer
- 1417–1418: Paul von Weissenbach
- 1418: Friedrich der Trafeyer
- 1418–1421: Jakob Geczendorfer
- 1418–1419: Petrein der Chürsner
- 1419–1421: Pawlein (Paul von Weissenbach)
- 1420–1421: Wisent
- 1420–1421: Nadolczperger
- 1420: Hanns Prünner
- 1423–1425: Jacob Geczndorffer
- 1423–1425: Wernhart Waltherer
- 1435: Hanns Kappler
- 1437: Wolfgang Holzleitner
- 1443: Wolfgang Herzog
- bis 1444: Parczmair
- 1444: Wolfgang der Holzleiter
- 1446: Hanns Kappler
- 1447–1449: Friedrich Trafeyer
- 1452: Wolfgang Holzleiter
- 1454: Friedrich Trafeyer
- 1457: Thoman Fuchsöder
- 1457 Wolfgang der Holzleiter
- 1460: Achaz Habringer
- 1461: Thoman Huetter
- 1471–1475: Hanns Sambner
- 1480: Thoman Huetter
- bis 1482: Achaz Pschlacher
- 1482–1484: Gabriel Henndl
- 1487: Wolfgang Horner
- 1489–1491: Wolfgang Herczog
- 1491–1492: Ulrich Lutz
- 1493: Gebriel Henndl
- 1494: Ulrich Lutz
- 1494–1495: Achaz Pschlacher
- 1495: Wolfgang Herczog
- 1497: Wolfgang Horner

## Bürgermeister zu Beginn der Neuzeit
Etwa ab 1490 hatte der Freistädter Handel seine größte Ausdehnung erreicht. Jetzt waren es zumeist die Handelsherren (und nicht mehr wie früher der Stadtadel), aus deren Reihen die Bürgermeister kamen. Die verheerenden Stadtbrände von 1507 und 1516 brachten allerdings schwere wirtschaftliche Rückschläge.
- 1498: Oswald Rätnperger
- 1500: Georg Puchleuter
- 1502: Andreas Weissenauer
- 1504: Oswald Rätnperger
- 1506: Ulrich Kainacher (Khonacher)
- 1508: Ulrich Lutz
- 1510: Konrad Lämpl
- 1510: Ulrich Kainacher
- 1511: Andreas Weissenauer
- 1512: Kaspar Wiesguckl
- 1512–1513: Ulrich Kainacher
- 1513: Hanns Pruckhner
- 1514: Konrad Lampl
- 1515: Hanns Attl (Aettl, Ayttl)
- 1515–1516: Andreas Weissenauer
- 1517: Konrad Lämpl
- 1517: Adam Schindlberger
- 1518–1520: Kaspar Wiesguckl
- 1520: Kunrad Lampl
- 1521: Adam Schindlberger
- 1522: Konrad Lampl
- 1523: Kaspar Gebmhofer
- 1524–1525: Konrad Lampl
- 1526: Gabriel Weissenauer
- 1527–1528: Kaspar Gebmhofer
- 1529–1530: Quirein Fröhlich
- 1532: Wolfgang Barchdorffer (Barichdorffer)
- 1533: Eustach Müntzkircher
- 1534: Quirein Fröhlich
- 1536–1538: Michael Alckhofer
- 1539: Eustach Müntzkircher
- 1541: Michael Alckhofer
- 1542–1544: Eustach Müntzkircher
- 1544–1546: Michael Alckhofer
- 1547: Eustach Müntzkircher
- 1548–1550: Michael Alckhofer
- 1551–1555: Wolfgang Gebmhofer
- 1555: Michael Alckhofer
- 1556: Hanns Lanntzndorfer
- 1557–1558: Thoman Aettl
- 1558–1561: Wolfgang Gebmhofer
- 1562–1563: Maximilian Lyndinger
- 1563: Wolfgang Gebmhofer
- 1564–1566: Eustach Müntzkircher
- 1566–1568: Maximilian Lindinger
- 1568: Wolf Landshuetter
- 1568–1569: Achatz Chammerer
- 1569–1572: Michael Khirichmayr
- 1573: Maximilian Lindinger
- 1574–1575: Wolf Landshuetter
- 1576–1577: Wolf Schopf
- 1578–1579: Eustach Attl
- 1580–1581: Wolf Schopf
- 1582–1583: Wenzel Khirmair
- 1584–1585: Wolf Schopf
- 1586–1588: Wolf Landshuetter
- 1589–1590: Achaz Müntzkircher
- 1591–1592: Wolf Landshuetter
- 1593: Urban Lampl
- 1594–1596: Wolf Landshuetter
- 1597–1598: Eustach Attl
- 1599: Achaz Müntzkircher
- 1600–1601: Hanns Schweitzer
- 1602–1603: Sigmund Teubl
- 1604–1610: Paul Schindler
- 1610–1613: Jakob Geramb
- 1614–1616: Jakob Michael Hoffman
- 1616–1624: Benedikt Landshuetter
- 1624–1625: Johann Baptist Schönweitz
- 1626: Georg Pader

## Bürgermeister nach der Eroberung von Freistadt
Mit der Eroberung von Freistadt durch aufständische Bauern im Jahre 1626 war die Blütezeit der Stadt zu Ende, der wirtschaftliche Abstieg begann.
- 1627–1628: Niklas Laimbach
- 1628–1632: Friedrich Plank
- 1633–1635: Ferdinand Albrecht
- 1636–1639: Friedrich Plank
- 1640–1646: Philipp Hans Petz
- 1647–1651: Michael Windischgärtzer
- 1651–1656: Jakob Albrecht
- 1656–1661: Michael Windischgrätzer
- 1661–1667: Jakob Albrecht
- 1668: Michael Windischgrätzer
- 1669–1673: Philipp Schifer
- 1674–1678: Karl Adam Mardetschläger
- 1678–1682: Johann Jakob Geramb
- 1682–1690: Karl Adam Mardetschläger
- 1690–1691: Christop Rechberger
- 1691–1693: Johann Heinrich Praidthaupt
- 1694–1707: Georg Franz Nigrini
- 1707–1713: Ferdinand Gottlieb Schifer
- 1714–1725: Johann Jakob Khner
- 1726–1742: Ferdinand Gottlieb Schifer
- 1743–1759: Josef Gubatta
- 1760–1763: Johann Michael Winkler
- 1764–1789: David Reuter (Reiter)

## Bürgermeister nach der Josefinischen Verwaltungsreform
Die Josefinische Verwaltungsreform beendete 1789 die Tätigkeit der Stadtrichter, deren letzter in Freistadt Johann Georg Kemeter war.
- 1790–1793: Johann Georg Kemeter
- 1794–1797: Benedikt Schmid
- 1797–1803: David Scharizer
- 1803–1805: Johann Georg Kemeter

## Bürgermeister im Kaisertum Österreich
Mit Erzherzog Franz von Österreich, als Franz II. letzter Kaiser des Heiligen Römischen Reiches, als Franz I. erster Kaiser von Österreich, begann am 11. August 1804 das Kaisertum Österreich.
- 1805–1822: David Scharizer
- 1822–1826: Johann Wolffart
- 1827–1831: Josef Thury sen., Besitzer der drei Eisenhämmer im Thurytal
- 1832–1835: Josef Mader
- 1835–1848: Josef Thury jun.
- 1848: Anton Kronberger
- 1848–1850: Josef Reisinger

## Gewählte Bürgermeister in der Monarchie
Bis zur Märzrevolution 1848 wurden die Bürgermeister nicht gewählt. 1848 erhielten Teile der Bevölkerung, abhängig vom Einkommen und Grundbesitz, das Wahlrecht. Große Teile der Bevölkerung, etwa Frauen, blieben vom Wahlrecht ausgeschlossen. Der erste von einem Bürgerausschuss (nach der Oktroyierten Märzverfassung vom 4. März 1849) gewählte Bürgermeister war Josef Thury jun., der bereits vor 1848 Bürgermeister war.
- 1850–1858: Josef Thury jun.
- 1859–1860: Johann Michael Zöttl
- 1861–1864: Josef Freudenthaler
- 1864–1873: Kaspar Schwarz
- 1874–1879: Eduard Pemberger
- 1879–1883: Emanuel Lechner
- 1884–1889: Eduard Pemberger
- 1889–1900: Paul Obermayr
- 1900–1909: Ludwig Gruber
- 1909–1919: Theodor Josef Scharizer

## Bürgermeister in der Ersten Republik und dem Ständestaat
- 1919–1925: Johann Zeitlhofer
- 1926–1938: Anton Zemann

## Bürgermeister während des Nationalsozialismus
- 1938–1945: Karl Wolfsgruber

## Bürgermeister in der Zweiten Republik
- 1945: Franz Haunschmidt (ÖVP)
- 1945–1949: Anton Zemann
- 1949–1958: Gottfried Fosen
- 1958–1973: Leopold Tröls
- 1973–1987: Josef Knoll (ÖVP)
- 1988–2007: Josef Mühlbachler (ÖVP)
- 2007–2016: Christian Jachs (ÖVP)
- 2016–2021: Elisabeth Paruta-Teufer (ÖVP)[3]
- seit 2021: Christian Gratzl (SPÖ)[4]